# Huta Ibus
Huta Ibus is een bestuurslaag in het regentschap Padang Lawas van de provincie Noord-Sumatra, Indonesië. Huta Ibus telt 554 inwoners (volkstelling 2010).